# Величко, Алексей Львович
Алексе́й Льво́вич Вели́чко (1852 — 15 марта 1936) — лебединский уездный предводитель дворянства, камергер.

## Биография
Из дворян Харьковской губернии. Родился в 1852 году (по другим данным — в 1854 году). Отец — отставной майор Лев Максимович Величко, мать — Анна Матвеевна Величко. Крупный землевладелец и заводчик.
По окончании Тверского кавалерийского училища в 1872 году, выпущен был корнетом в Киевский гусарский полк. Участвовал в русско-турецкой войне, находясь в авангарде отряда Скобелева. За боевые отличия был награждён орденами св. Анны 4-й степени с надписью «за храбрость», св. Станислава 3-й степени с мечами и бантом, а также св. Анны 3-й степени с мечами и бантом.
В 1882 году вышел в отставку в чине ротмистра и посвятил себя сельскому хозяйству, общественной и государственной деятельности. Владел имениями, землями, мукомольными мельницами, конезаводами и спиртозаводами в Лебединском и Сумском уездах Харьковской губернии и в Льговском уезде Курской губернии. Почетный член Харьковского губернского попечительства детских приютов. Избирался почетным мировым судьей Сумского, Лебединского и Льговского уездов, депутатом дворянства Лебединского уезда и Харьковской губернии, а также гласным Харьковского губернского земского собрания. Кроме того, состоял членом совета Александровского ремесленного училища в Штеповке Лебединского уезда. В 1903 году был избран Лебединским уездным предводителем дворянства, в каковой должности пробыл до 1912 года. Служил по линии Министерства внутренних дел, с 1909 года состоял в придворном звании камергера, дослужился до чина действительного статского советника.
После революции в эмиграции во Франции. Скончался в 1936 году. Был женат на Елисавете Евгениевне Бразоль (1857—1931). Дочери: София Алексеевна Величко (Свидерская) и Ирина Алексеевна Величко (Пиленко).

## Награды
- Орден Святой Анны 4-й ст. с надписью «за храбрость»;
- Орден Святого Станислава 3-й ст. с мечами и бантом;
- Орден Святой Анны 3-й ст. с мечами и бантом;
- Орден Святого Владимира 4-й ст.;
- Орден Святой Анны 2-й ст. (1903);

Иностранные:
- румынский Железный крест.